# شارتر
شارتر أو جارترش أو جارطرش (اللفظ الفرنسي [ʃaʁtʁ]) هي بلدية وعاصمة إقليم أور-ايه-لوار في فرنسا. تقع على بعد 96 كيلومتر (60 ميل) جنوب غرب باريس، وتشتهر بكاتدرائيتها.
وقد ذكرها الادريسي: "ومن مدن إفرنسية مدينة جالوش وهي من أليانش شرقا وبينهما ستون ميلا ومن أليانش إلى أشتيون التي من إقليم برغونية الإفرنجيين ستون ميلا وهي من أليانش جنوبا ومن أليانش إلى جارترش سبعون ميلا ومن أرليانش إلى بنطيز مائة ميل ومن جارطرش إلى بنطيز ثمانون ميلا وجارترش من أليانش شمالا وهي مدينة جليلة حصينة خصيبة كثيرة الخيرات غزيرة الحروثات مياهها جارية وحروثها متصلة وأسواقها عامرة وهي من إقليم إفرنسية أيضا."

## الجغرافيا
بنيت شارتر على الضفة اليسرى لنهر يور. تقع كتدرئية شارتر التي تعود للعصور الوسطى أعلى التلة، ويُرى اثنان من أبراجها من على بعد أميال عبر الأراضي المحيطة. إلى الجنوب الشرقي، يمتد سهل بوس الخصيب، ويعرف بـ«صومعة فرنسا»، وتعتبرالبلدة مركزه التجاري.

## الرياضة
يوجد في شارتر عدة نوادي كرة قدم، منهاثنان شبه احترافيين، نادي شارتر لكرة القدم الذي يلعب في الدرجة السادسة، ونادي هـ.ب. شارتر الذي يلعب في الدرجة السابعة.
كما يوجد نادٍ لتنس الطاولة، الذي يلعب في الدرجة الأولى، وفي دوري أبطال أوروبا. فاز هذا النادي بكأس الاتحاد الأوروبي لموسم 2010-2011. وفاز بالمركز الثاني في بطولة فرنسا.
هناك أيضاً نادٍ للاسكواش، يُعتبر من أفضل النوادي في فرنسا. ونادٍ لكرة اليد يلعب في الدرجة الثانية.

## المناخ
| البيانات المناخية لـChartres (1981–2010 averages) | البيانات المناخية لـChartres (1981–2010 averages) | البيانات المناخية لـChartres (1981–2010 averages) | البيانات المناخية لـChartres (1981–2010 averages) | البيانات المناخية لـChartres (1981–2010 averages) | البيانات المناخية لـChartres (1981–2010 averages) | البيانات المناخية لـChartres (1981–2010 averages) | البيانات المناخية لـChartres (1981–2010 averages) | البيانات المناخية لـChartres (1981–2010 averages) | البيانات المناخية لـChartres (1981–2010 averages) | البيانات المناخية لـChartres (1981–2010 averages) | البيانات المناخية لـChartres (1981–2010 averages) | البيانات المناخية لـChartres (1981–2010 averages) | البيانات المناخية لـChartres (1981–2010 averages) |
| الشهر                                             | يناير                                             | فبراير                                            | مارس                                              | أبريل                                             | مايو                                              | يونيو                                             | يوليو                                             | أغسطس                                             | سبتمبر                                            | أكتوبر                                            | نوفمبر                                            | ديسمبر                                            | المعدل السنوي                                     |
| ------------------------------------------------- | ------------------------------------------------- | ------------------------------------------------- | ------------------------------------------------- | ------------------------------------------------- | ------------------------------------------------- | ------------------------------------------------- | ------------------------------------------------- | ------------------------------------------------- | ------------------------------------------------- | ------------------------------------------------- | ------------------------------------------------- | ------------------------------------------------- | ------------------------------------------------- |
| الدرجة القصوى °م (°ف)                             | 16.1 (61.0)                                       | 18.5 (65.3)                                       | 23.7 (74.7)                                       | 28.2 (82.8)                                       | 31.4 (88.5)                                       | 36.3 (97.3)                                       | 40.1 (104.2)                                      | 39.6 (103.3)                                      | 33.7 (92.7)                                       | 29.4 (84.9)                                       | 20.9 (69.6)                                       | 17.0 (62.6)                                       | 40.1 (104.2)                                      |
| متوسط درجة الحرارة الكبرى °م (°ف)                 | 6.4 (43.5)                                        | 7.6 (45.7)                                        | 11.5 (52.7)                                       | 14.7 (58.5)                                       | 18.4 (65.1)                                       | 21.8 (71.2)                                       | 24.6 (76.3)                                       | 24.6 (76.3)                                       | 20.9 (69.6)                                       | 15.9 (60.6)                                       | 10.2 (50.4)                                       | 6.7 (44.1)                                        | 15.3 (59.5)                                       |
| متوسط درجة الحرارة الصغرى °م (°ف)                 | 1.2 (34.2)                                        | 1.0 (33.8)                                        | 3.2 (37.8)                                        | 4.8 (40.6)                                        | 8.3 (46.9)                                        | 11.2 (52.2)                                       | 13.2 (55.8)                                       | 13.1 (55.6)                                       | 10.4 (50.7)                                       | 7.8 (46.0)                                        | 4.1 (39.4)                                        | 1.8 (35.2)                                        | 6.7 (44.1)                                        |
| أدنى درجة حرارة °م (°ف)                           | −18.4 (−1.1)                                      | −15.0 (5.0)                                       | −11.0 (12.2)                                      | —                                                 | —                                                 | —                                                 | —                                                 | —                                                 | —                                                 | —                                                 | —                                                 | —                                                 | −18.4 (−1.1)                                      |
| [بحاجة لمصدر]                                     |                                                   |                                                   |                                                   |                                                   |                                                   |                                                   |                                                   |                                                   |                                                   |                                                   |                                                   |                                                   |                                                   |

## توأمة
لشارتر اتفاقيات توأمة مع كل من:
- بيت لحم (10 سبتمبر 1994 - )[18]
- شباير (25 مايو 1959 - )[19]
- رافينا (15 سبتمبر 1957 - )[20]
- يابرة (2003 - )[21]
- كوسكو (21 أكتوبر 1989 - )
- تشيتشستر (28 فبراير 1959 - )[22]
- Chartres-de-Bretagne [الإنجليزية]‏
- ساكوراي (22 أبريل 1989 - )[23]

## أعلام
- آموري الشارتري
- فريتز شميت
- فوشيه الشارتري
- نيكولا إسكوديه
- جوليين إسكوديه
- إليزابيث كاترين بالارد
- كلود ديشان
- روبرت شال
- أليسون بينو